# Ole Henrik Fagerås
Ole Henrik Fagerås (* 20. August 1939) ist ein ehemaliger norwegischer Nordischer Kombinierer.

## Werdegang
Fagerås gehörte Anfang der 1960er Jahre zu den weltweit besten Nordischen Kombinierern. Zwar konnte er auf nationaler Ebene keinen Meistertitel gewinnen, doch machte er auf internationaler Ebene häufiger auf sich aufmerksam. So belegte er 1960 bei den Lahti Ski Games den dritten Rang, nachdem er nach der ersten Teildisziplin Skilanglauf bereits geführt hatte.
Seinen größten internationalen Erfolg erreichte er bei der Nordischen Skiweltmeisterschaft 1962 in Zakopane. Dort gewann er im Einzelwettkampf die Bronzemedaille hinter Arne Larsen und Dmitri Kotschkin. Darüber hinaus gewann er 1962 sowohl das Holmenkollen-Skifestival in Oslo als auch die Lahti Ski Games.